# Cercanías (Madrid)
Cercanías er en division af RENFE, det statsejede spanske jernbaneselskab, og driver forstadslinjerne i de største spanske byer. I og omkring Madrid har Cercanías otte linjer, der med 1385 forbindelser hver arbejdsdag bringer 880.000 passagerer frem mellem de 96 stationer.
Den tætteste togfrekvens er mellem byens to hovedbanegårde, Atocha og Chamartín, hvor der i myldretiden er 3-4 minutter mellem Cercanías-forbindelserne.
I de dele af storbyen, der også dækkes af metroen har passagererne kort afstand mellem togsystemerne.
| Jernbane | Spire Denne jernbaneartikel er en spire som bør udbygges. Du er velkommen til at hjælpe Wikipedia ved at udvide den. |

40°25′08″N 3°41′31″V / 40.4189°N 3.6919°V